# سكوت مور (مخرج)
سكوت مور (بالإنجليزية: Scott Moore)‏ هو كاتب سيناريو ومخرج أمريكي، ولد في القرن العشرين في هونولولو في الولايات المتحدة.

## وصلات خارجية
- سكوت مور على موقع IMDb (الإنجليزية)
- سكوت مور على موقع ألو سيني (الفرنسية)
- سكوت مور على موقع أول موفي (الإنجليزية)
- سكوت مور على موقع أول موفي (الإنجليزية)
- سكوت مور على موقع بوكس أوفيس موجو (الإنجليزية)
- سكوت مور على موقع قاعدة بيانات الأفلام السويدية (السويدية)
- سكوت مور على موقع قاعدة بيانات الفيلم (الإنجليزية)
- سكوت مور على موقع كينوبويسك (الروسية)